# Gesamtumsatz
Der Gesamtumsatz oder Gesamtenergie in der Ernährungswissenschaft ist der sich aus dem Grundumsatz und Leistungs- bzw. Leistungsumsatz (oder Arbeitsumsatz) zusammensetzende Energieverbrauch des Menschen. Er bezeichnet die gesamte Energiemenge, die ein Organismus pro Tag verbraucht. Die Größe in Kilojoule (kJ) hängt von Alter und Beruf, sowie dem Geschlecht ab.
Jugendliche im Alter von 12-18 Jahren verbrauchen am meisten Energie, da sie in diesem Alter sehr schnell wachsen und sich auch mehr bewegen als Erwachsene.

## Grundumsatz
Der Grundumsatz ist die Energiemenge, die der Mensch bei völliger Ruhe zur Erhaltung von Lebensvorgängen (Atmung, Kreislauf, Stoffwechsel) benötigt. Der Grundumsatz wird wie folgt ausgerechnet: 4 (kJ) * kg (Kilogramm)* 24 (Stunden).
Der Freizeitumsatz beträgt zwischen 800 und 1300kJ.
Um den Grundumsatz in Kilokalorien zu berechnen, empfiehlt sich die Mifflin-St. Jeor-Formel (MSJ-Formel) aus dem Jahr 1990:
- GU (Grundumsatz) = 10 x Gewicht (kg) + 6,25 x Größe (cm) – 5 x Alter (Jahre) + s[1]

## Leistungsumsatz
Der Leistungsumsatz ist die Energiemenge, die der Mensch für alle zusätzlichen Leistungen (körperlichen Tätigkeit) benötigt. Der Leistungsumsatz wird wie folgt berechnet: × (kJ) * kg (Kilogramm) * 8 (Arbeitsstunden). Das "×" steht für die kJ der jeweiligen Schwere der Arbeit.
Bei leichter Arbeit, wie z. B.: Pkw-Fahrer, Friseure, Laboranten, Schneider, Lehrer, Hausfrau usw. wird mit 2-4 kJ gerechnet.
Bei mittelschwerer Arbeit, wie z. B.: Schlosser, Maler, hauswirtschaftliche Tätigkeiten mit größeren manuellen Aufwand usw. wird mit 4-8 kJ gerechnet.
Bei schwerer Arbeit, wie z. B.: Maurer und Leistungssportler wird mit 8-12 kJ gerechnet.
Bei schwerster Arbeit, wie zum Beispiel Hochleistungssportler, wird mit 12 kJ und mehr gerechnet.